# École militaire de la flotte

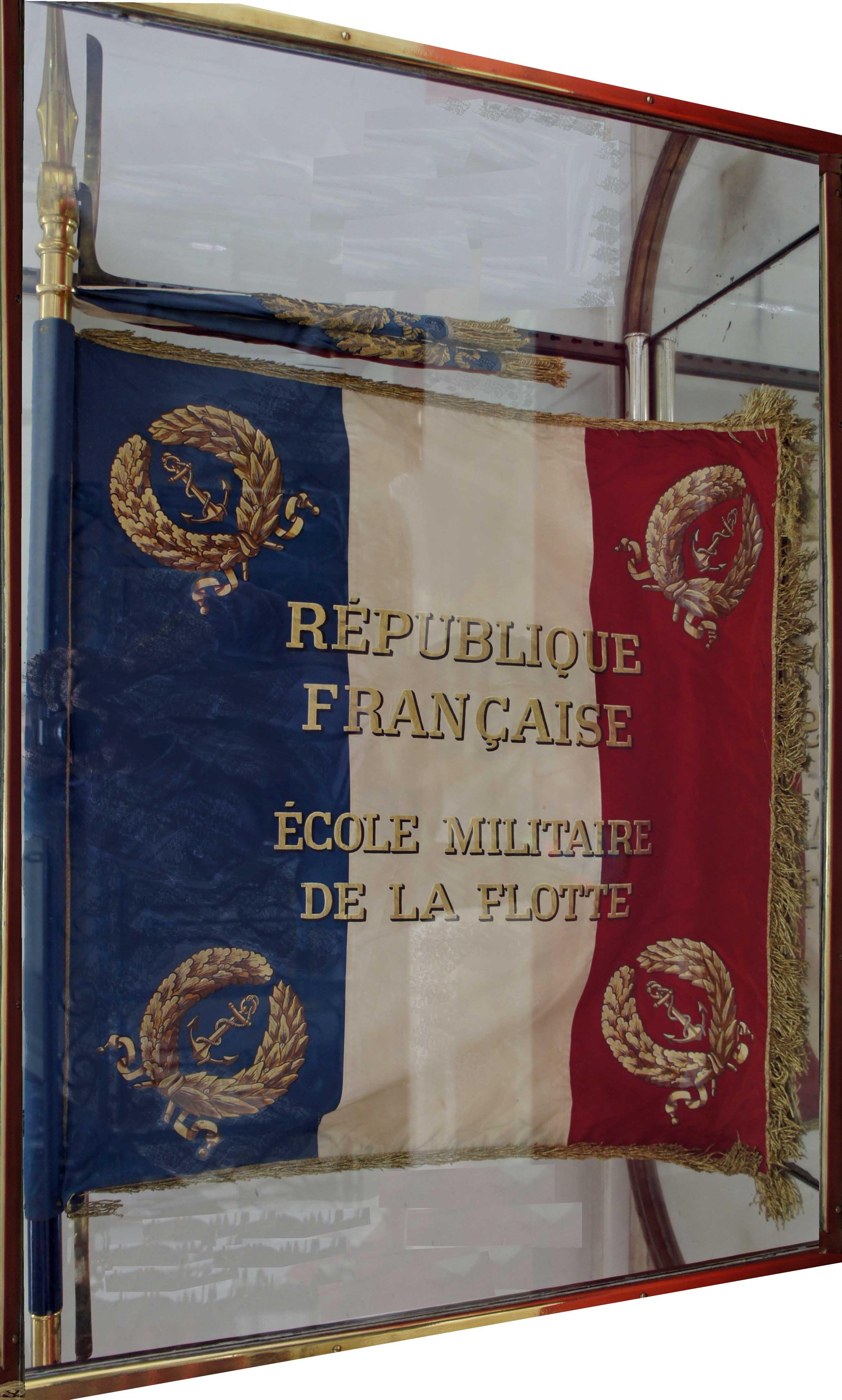
Le drapeau de l'École militaire de la flotte.

Pour les articles homonymes, voir EMF.
L'École militaire de la flotte (EMF) est une école militaire française destinée à former les cadres de la Marine nationale. Elle est l'équivalent de l'École militaire interarmes pour l'Armée de terre ou l'École militaire de l'air pour l'Armée de l'air.

## Histoire
Avant la création de l'École militaire de la flotte, certains marins d'État, matelots, quartiers-maîtres et officiers mariniers, après avoir suivi un cours par correspondance d'une année dans les unités, intégraient sur concours le CPEO (Cours préparatoire aux écoles d'officiers) situé dans l'enceinte de l'École navale. Après 15 mois de cours, un nouveau concours, en cas de réussite, sanctionnait leur entrée à l'École des officiers de marine (EOM). Ils étaient nommés aspirants dès l'entrée et suivaient le même cursus de formation que les élèves de l'École navale. Cette voie était très sélective et le nombre d'admis à l'École des élèves officiers de marine n'a jamais dépassé 10 % de l'effectif de l'École navale de la même promotion. Le classement de sortie des élèves de l'École navale et de l'École des officiers de marine était commun. Ils étaient surnommés Zèbres mais l'origine de cette appellation n'est pas certaine : l'hypothèse la plus probable est que ce surnom daterait du 19e siècle et proviendrait d’un galonnage en dent de scie ou à lézarde de l’époque, d'autres hypothèses moins fondées prétendent que les élèves de l'École navale considéraient leurs camarades issus du rang comme étant de drôles de zèbres, ou qu'avant de porter la tenue d'officier, ils avaient été matelots, vêtus du fameux tricot rayé (comme un zèbre), bleu et blanc sous la vareuse de drap.

La dernière promotion de l'École des officiers de marine fut recrutée en 1969.
L'École militaire de la flotte (EMF), créée en 1969, est destinée à former des officiers de marine et des officiers spécialisés de la Marine.

## Voies d'accès à l'EMF
L'EMF permettait l'entrée dans deux corps distincts : celui des officiers de marine (OM) et celui des officiers spécialisés de la Marine (OSM). Les officiers spécialisés de la Marine ont remplacé les officiers des équipages puis les officiers techniciens. 

### Le corps des officiers de marine (voie de recrutement suspendue)
Admis sur concours, l'officier de marine a un cursus de formation identique à celui de ses camarades de l'École navale : deux ans à Lanvéoc, suivis de la campagne d'application. 
La branche officiers de marine a été intégrée en 2002 à l’École navale en qualité de recrutement interne et est baptisée Ecole navale interne (ENI). Le concours est ouvert aux volontaires aspirants ainsi qu'au personnel non officier de la Marine titulaire d'un diplôme de fin de second cycle de l'enseignement secondaire général, technologique ou professionnel ou titre reconnu équivalent, âgé d'au moins 22 ans et de 27 ans au plus et ayant effectué deux ans de service militaire, réduits à un an en cas d'admissibilité à une école d'officiers. Compte tenu de la réduction du volume d'officiers attendue pour la période 2014-2019, le recrutement sur concours pour l'admission à l'ENI a été mis en sommeil, sur décision du chef d'état-major de la Marine.
Dans les années 1980, les effectifs des promotions d'EMF/OM étaient d'une trentaine d'élèves et composés principalement d'officiers mariniers, mais également de quelques quartiers-maîtres et aspirants sous contrat. Avec la création de l'ENI, ces effectifs ont fortement baissé. Cinq officiers mariniers seulement ont été admis en 2014 au concours d'admission en première année de l'ENI. Le recrutement dans le corps des officiers de marine par concours interne est suspendu. 

### Le corps des officiers spécialisés de la Marine
L'école militaire de la Flotte recrute sur concours interne des officiers mariniers âgés de moins de 37 ans, justifiant d'au moins 8 ans de service et titulaire du brevet supérieur de spécialité ou d'un diplôme équivalent.
Les officiers spécialisés reçoivent une formation générale d'officier de 11 mois qui les prépare à des fonctions de chef de service ou d'adjoint au chef de service sur les bâtiments et dans les unités de la Marine nationale.
À Lanvéoc-Poulmic, leur formation est assurée au sein des Cours et Stages, conjointement avec celle des officiers sous contrat.

## EOM célèbres
- Éric Tabarly alors second maître pilote de l'Aéronautique navale a suivi le cursus du Cours préparatoire aux écoles d'officiers et de l'École des officiers de marine.